# Эррера Мансилья, Марсело Андрес
Марсело Андрес Эррера Мансилья (исп. Marcelo Andrés Herrera Mansilla; род. 3 ноября 1998, Корриентес) — аргентинский футболист, защитник клуба «Ривер Плейт», выступающий на правах аренды за клуб «Коламбус Крю».

## Клубная карьера
Уроженец Корриентеса, Эррера выступал за молодёжные команды «Текстил Мандию», «Бока Унидос», «Ривадавия» и «Сан-Лоренсо де Альмагро». Перед началом сезона 2018/19 был включён в основной состав «Сан-Лоренсо де Альмагро». 21 сентября 2018 года дебютировал в основном составе «Сан-Лоренсо» в матче Примеры (высшего дивизиона чемпионата Аргентины) против клуба «Патронато». 5 марта 2019 года дебютировал за «Сан-Лоренсо» в Кубке Либертадорес в матче против перуанского клуба «Мельгар».
6 августа 2024 года Эррера был арендован клубом MLS «Коламбус Крю» на один год с опцией выкупа. В американской лиге дебютировал 28 августа в матче против «Филадельфии Юнион».

## Карьера в сборной
В июле 2019 года Эррера был вызван в сборную Аргентины до 23 лет для участия в Панамериканских играх в Перу. Провёл на турнире пять матчей и помог аргентинцам выиграть футбольный турнир.

## Достижения
Сборная Аргентины (до 23 лет)
- Победитель Панамериканских игр: 2019[11]